# Kugelbinsen
Die Pflanzengattung der Kugelbinsen oder Kugelsimsen (Scirpoides) gehört zur Familie der Sauergrasgewächse (Cyperaceae). Die Arten sind in Eurasien und Afrika beheimatet.

## Beschreibung
Die Kugelbinsen sind ausdauernde krautige Pflanzen und können Wuchshöhen von über 1 Meter erreichen. Ihre binsenartigen Stängel besitzen bei einem Durchmesser von 0,5 bis 5 Millimeter einen stielrunden Querschnitt. Die einfachen Laubblätter sind alle grundständig.
Der scheinbar seitenständige, doldige Gesamtblütenstand ist enthält mehreren kugelige Teilblütenstände. Die Ährchen sind eiförmig mit spiralig angeordneten Spelzen. Die zwittrigen Blüten sind und enthalten drei Staubblätter und zwei bis drei Narben, aber Perianth-Borsten fehlen. Die dreikantige Nuss weist eine Größe von 1 bis 1,5 Millimeter.

## Systematik
Die Gattung Scirpoides wurde 1754 durch Jean François Séguier in Plantae Veronenses, Band 3, S. 73 aufgestellt. Ein Synonym für Scirpoides Ség. ist Holoschoenus Link. Der botanische Gattungsname Scirpoides leitet sich vom Namen der Gattung Scirpus ab, die griechische Endung -oides bedeutet Ähnlichkeit. Die Gattung Scirpoides gehört zur Tribus Cypereae in der Unterfamilie Cyperoideae innerhalb der Familie Cyperaceae.
Die Gattung Scirpoides enthält drei bis vier Arten, die in Eurasien und Afrika vorkommen. Sie sind nahe miteinander verwandt:
- Scirpoides burkei (C.B.Clarke) Goetgh., Muasya & D.A.Simpson: Die Heimat ist Südafrika.[3]
- Scirpoides dioeca (Kunth) Browning: Die Heimat ist Südafrika. Die Art wird auch als Afroscirpoides dioeca (Kunth) García-Madr. & Muasya in die Gattung Afroscirpoides García-Madr. & Muasya mit nur dieser Art gestellt.[3]
- Kugelsimse (Scirpoides holoschoenus (L.) Soják): Sie ist mit zwei oder drei Unterarten weitverbreitet in Eurasien und Afrika.[3]
- Scirpoides thunbergii (Schrad.) Soják (Wird auch als Unterart Scirpoides holoschoenus subsp. thunbergii (Schrad.) Soják angesehen.)
- Scirpoides varia Browning: Sie kommt im südlichen Afrika vor.[3]